# Monte Sparagio
Il Monte Sparagio (1.110 m) è un monte situato fra i comuni di Buseto Palizzolo, Castellammare del Golfo, Custonaci e San Vito Lo Capo, in provincia di Trapani. È il rilievo più alto dei Monti di Trapani, seguito dal Monte Inici.

## Il nome
Il nome deriva probabilmente dal termine dialettale siciliano sparagio che vuol dire asparago.

## Caratteristiche
Alto circa 1.110 metri è il rilievo più alto della provincia di Trapani, il secondo è il Monte Inici (1.065 m) nei pressi di Castellammare del Golfo.
Alle pendici del monte sorgono alcune località del trapanese: Balata di Baida, Castello di Baida, Contrada Visicari.
La cima è raggiungibile attraverso una strada sterrata e tortuosa, meta di molti escursionisti.
La vetta di Monte Sparagio offre uno dei panorami più suggestivi della Sicilia occidentale. A nord si vedono i monti della Riserva dello Zingaro e nelle giornate terse è possibile scorgere l'Isola di Ustica sul Mar Tirreno, a sud-est il Monte Inici (1.065 m), la Rocca Busambra (1.613 m) e i Monti Sicani, ad ovest il Monte Erice (751 m) e le Isole Egadi e ad est il Golfo di Castellammare e i Monti di Palermo da Montagna Longa (975 m) a Capo Gallo.

### Clima
Il clima sulla cima in estate varia dal fresco al caldo arido e siccitoso che a volte può raggiungere i 35 gradi, causando molto spesso incendi. In inverno è umido e si mantiene tra i 5-10 gradi sopra lo 0, in alcuni casi può scendere sotto lo 0 durante le nevicate. Durante la primavera e l'inizio dell'estate la montagna è colpita da venti di scirocco provenienti dall'Africa e dal Mar Mediterraneo.

## Storia e leggende
Una leggenda è legata alla cima di Monte Sparagio e racconta che sulla cima vi era una roccia piatta di forma rettangolare denominata "tavula di Turricianu" che oggi sarebbe difficile da individuare a causa dell'installazione di alcune antenne. Nel luogo avvenivano alcune riunioni della banda di briganti capeggiata dal bandito Pasquale Turriciano, originario di Castellammare del Golfo; la banda nacque nel 1862 durante i moti di ribellione alla leva militare obbligatoria. Turriciano venne ucciso nel 1870 dai Carabinieri.